# Petra Sthul
Petra Margareta Sthul, verheiratete Petra Margareta Kastner (* 8. März 1966 in Steyr) ist eine ehemalige österreichische Basketballspielerin.

## Werdegang
Entdeckt und gefördert wurde sie in Steyr von Trainer Ernst Schlemmer. Unter Schlemmer wurde sie in der Saison 1980/81 mit dem ASV Bewegung Steyr Staatsmeisterin in der Wettkampfklasse Schülerinnen.
Ihren Bundesliga-Einstand gab die 1,68 Meter große Aufbauspielerin in der Saison 1982/83 beim BK Linz, auch dort war Schlemmer ihr Trainer. Ab 1983 spielte sie wieder in Steyr. 1989 stieg sie mit ASKÖ BSG Steyr in die Bundesliga auf, 1993 wurde sie mit Steyr unter Trainer Ernst Schlemmer Staatsmeister.
1995/96 spielte sie beim Bundesligisten ASBB Oberpullendorf und 1996/97 beim UBC Wels. Mit Wels wurde sie Staatsmeisterin und errang den Pokalsieg.
1988 wurde Sthul A-Nationalspielerin und damit die erste Steyrerin, der dieser Schritt gelang. Bis 1995 wurde sie in 48 Länderspielen eingesetzt.
Beruflich wurde sie bei der Stadt Steyr tätig.